# Hấp phụ vật lý
Hấp phụ vật lý là quá trình hấp phụ gây ra bởi lực hấp phụ có bản chất vật lý và không hình thành liên kết hóa học, được thể hiện bởi các lực liên kết yếu như liên kết Van Đơ Van, lực tương tác tĩnh điện hoặc lực phân tán London. Hấp phụ vật lý xảy ra ở nhiệt độ thấp, nhiệt hấp phụ thường nhỏ hơn so với hấp phụ hóa học, khoảng dưới 20 kJ/mol. Sự hấp phụ vật lý đặc trưng nhất là hấp phụ hơi nước trên bề mặt silicagen.

## Đặc trưng của hấp phụ vật lý
- Xảy ra ở nhiệt độ thấp, dưới nhiệt độ tới hạn của chất bị hấp phụ
- Loại tương tác: Tương tác giữa các phân tử
- Entanpi thấp: ΔH < 20 KJ/mol
- Xảy ra hấp phụ đa lớp
- Năng lượng hoạt hóa thấp
- Năng lượng trạng thái của chất bị hấp phụ không thay đổi
- Thuận nghịch